# Loció

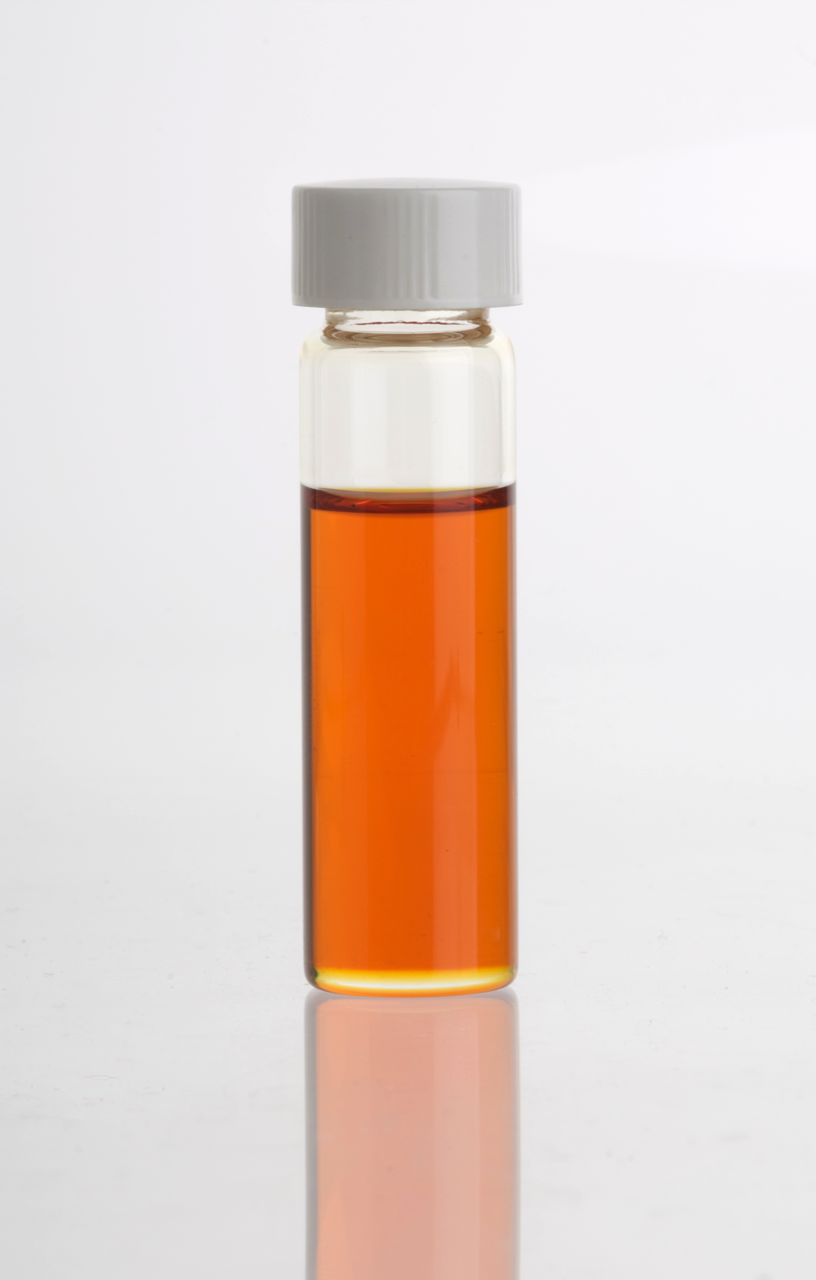
Oli essencial extret de Artemisia pallens. Un sol oli essencial pot estar compost per moltes substàncies químiques complexes.

Una  loció  (del llatí  Loti, lotionis , 'rentat') és un producte líquid especialment concebut per a ser aplicat sobre la pell o d'altres parts del cos amb fins estètics o per tractaments cutanis.

## Descripció
Les locions solen estar formades amb extractes de plantes medicinals (com àloe vera, cua de cavall), olis essencials (com lanolina, mesc), i diverses substàncies químiques.
S'usen per massatges terapèutics i eròtics, contra l'alopècia, per prevenir picades d'insectes, etc.
El seu ús ha de ser sempre mitjançant aplicació tòpica, ja que el seu ingestió pot provocar intoxicació és. Cal no oblidar que se solen tractar de medicaments, de manera que cal posar-les fora de l'abast dels nens i consumir amb prudència.
Per anglicisme, a la loció per a l'afaitat se l'anomena més freqüentment  aftershave .